# Српски Семартон
Српски Семартон (Српски Свети Мартон, рум. Sânmartinu Sârbesc) је насељено место у општини Улбеч, која припада округу Тимиш у Румунији. Насеље је значајно по присутној српској националној мањини у Румунији.

## Положај насеља
Село Српски Семартон се налази у источном, румунском Банату, на 20 км удаљености од Србије. Од Темишвара село је удаљено око 30 км. Сеоски атар је у равничарском делу Баната. Поред села протиче река Бегеј.

## Историја
Место је забележено на списку платиша папске десетине 1333—1335. године. Иако се помиње вековима као насеље са католичким храмом Св. Мартина, тек 1730. године је постало засебна административна јединица - општина.
Место је обовљена у предтурском периоду. По "Румунској енциклопедији" ту су дошли 1415-1416. године Срби из Босне. Место је већ тада добило српски карактер који ће очувати неколико векова. Када је 1717. године ослобођен Банат од Турака у насељу "Свети Мартин" је пописано 26 кућа.
У народу постоји предање о 16 српских породица, које су се населиле под патријархом Чарнојевићем, на потезу Велике ливаде. Српски Семартон је 1764. године био парохијска филијала у Чаковачком протопрезвирату. Царски ревизор Ерлер је 1774. године приметио да "Sct. Marton" (Синмартин српски) припада Чаковачком округу, Чаковачког дистрикта. У њему живи претежно српско становништво. Када је 1797. године пописан православни клир у Сент Мартону су била три православна свештеника. Сви они, два пароха и капелан служили су се само српским језиком. Били су то поп Павел Лујановић (рукоп. 1788), поп Марко Поповић (1788) и капелан Јован Лујановић (1793).
Православно парохијско звање и црквене матичне књиге се воде од 1779. године. По протопрезвитерском извештају за крај 1891. године у српској парохији је црква са свештеником. Ту живи 1.706 православаца, у 327 српских домова. Срба је тада (1880) било 89% становништва у месту.
Место Српски Семартон је почетком 20. века велика општина у Неметпардањском срезу. Ту 1905. године живи 1.950 становника у 327 домова. Да је то већински српско место види се и из његовог имена. Срба има највише; њих 1.828 православних душа (или 94%) је са 315 кућа. Немци су мањина, са 123 житеља. У насељу функционишу све ПТТ комуникације, а од значаја су јавне грађевине - српска православна црква (из 1830) и две српске народне школе.
Године 1905. у месту је радила Српска земљорадничка задруга са капиталом 8424 к. Задругу су водили: председникТимотија Гомилин и пословођа Михаил Предић.

## Становништво
По последњем попису из 2002. године село Српски Семартон имало је 997 становника. Последњих деценија број становника опада.
Село је некада било претежно насељено Србима. Национални састав на појединим пописима био је следећи:
| Година пописа | 1910. год.    | 1992. год.  | 2002. год.  |
| Укупно ст.    | 1.755         | 968         | 997         |
| Срби          | 1.666 (94,9%) | 605 (62,5%) | 458 (45,9%) |
| Румуни        | 3 (0,2%)      | 342 (35,3%) | 482 (48,3%) |
| остали        | 86 (4,9%)     | 21 (2,2%)   | 57 (5,7%)   |

## Религија
За православну цркву у месту зна се 1742. и 1749. године. Православно парохијско звање је основано 1755. године, од када се и црквене матрикуле воде. Проширење и ушоравање места довели су до подизања нове сеоске цркве 1757. године. По опису из 1820. године види се да је била од цигле, покривена шиндром, са темплом од дасака са 40 икона и са још 30 других икона. Само је претпоставка да је иконе те старије цркве урадио мештанин Жива Чолаковић. Због промене локације насеља, направљен је нови храм, али стари је још дуго био у употреби. По рушењу старе цркве, сав инвентар је пренет у новоподигнуту. Радови на новој семартонској богомољи трајали су 1828—1832. године. Црквену дрвенарију резбарили су браћа Јанић, Михајло и Лазар из Арада, током 1835—1840. године, а иконостас је осликао иконописац Никола Алексић са ученицима, попут Јована Суботића (1844—1845). Поручиоци су тражили да сликарство одговара оном у темишварској саборној цркви, које је урадио славни Константин Данил. У месној православној Вазнесенској цркви служе 1846. године пароси, Атанасије Лујановић и Огњан Огњановић. Број православних становника је исте године износио 1.627. Црква је оправљана више пута, а током репарације 1909. године иконостас је чистио и зидни живопис урадио Стеван Алексић из Модоша. У близини места где је била стара црква средином 20. века јавио се извор лековите воде па је ту уређена "Водица", где су долази многи болни на ходочашће.
Пароси семартонски били су 1831. године поп Марко Василијевић и поп Георгије Стефановић. Године 1905. у месту постоји српска православна црквена општина, скупштина је била редовна, под председништвом Светозара Мијатова. Парохија је друге платежне класе, са парохијском сесијом од 31 кј. Парох је тада поп Василије Петровић родом из Рудне, који служи 23 године у цркви. Храм је био у добром стању, порта је ограђена, и има парохијски дом. Има три српска православна гробља, а црквено-општински земљишни посед износи 67 кј.
Сеоски велики биров (кнез) 1831. године је Михаил Мишковић. У месту су и два молера (1831), мештанин Жива Чолаковић и извесни Петар Миладиновић. Они су купци једне српске књиге, и вероватно радили у новој цркви која се тада правила.

## Образовање
Српска народна вероисповедна школа је у селу отворена 1776. године. Ђакон Атанасије Лујановић (потоњи парох) је 1831. године радио и као учитељ у месту. У народној школи има 1846. године 53 ђака, којима предаје учитељ Х. Васиљевић. Међу приложницима Школског фонда је 1862. године био Тимотеј Петровић учитељ из места. Почетком 20. века председник Школског одбора је Светозар Мијатов, школски управитељ Аркадије Бугарски и школски старатељ Душан Бугарски. По подацима из 1905. године српска народна школа има два здања, и у сваком станује и ради по један учитељ. Тада су чинили учитељско тело: учитељ Михајло Предић (ту и 1912) родом из Немета, у месту осам година, и учитељица Зорка Секулић родом из Госпођинаца, три године у месној школи. Школске деце има много, пописано је 487 за школу и 143 за забавиште, али мање их похађа наставу. Фактички редовну настави тада прати 192 ђака, а у недељну тзв. пофторну иде 63 деце старијег узраста. у "стране" школе иде само 4 ђака.
Године 1866. приредила се српска омладина у месту "Беседу са забавом", али је власти нису хтеле одобрити. Зато су је приредили као приватну "кућну забаву", са истим програмом. Након успелог културног програма, скупљено је 14 ф. од прилога присутних гостију, приход који је био намењен за помоћ Српском народном позоришту у Новом Саду. Парох се није одазвао, али општински бележник Костолањи (Мађар) се истакао, тако што је сам платио свирца, који је свирао на забави.
Хронологија друштвеног живота Српског Семартона изгледа овако: Задругарска читаоница (1901), Црквено певачко друштво "Доситеј" (1911), Српска ратасрка читаоница (1914), Културно-спортско друштво "Обилић" (1931), Књижевни кружок "Доситеј" (1964)...

## Познате личности
- Жива Чолаковић (1783—1842), живописац
- Данило Чолаковић (1821—1872), живописац
- Љубомир Александровић (1828—1887), сликар епохе романтизма
- Круна Паункић, мајка Димитрија или Доситеја Обрадовића књижевника и просветитеља српског. Семартонска омладина је 1905. године уз јужни црквени зид старог храма поставила мермерну пирамиду њој у част и спомен. На споменику пише: "Круни, матери незаборављеног Србина Доситеја Обрадовића".
- Стеван Бугарски (1939), инжењер, српски национални радник и историограф